# 赤堀千恵美
赤堀 千恵美（あかほり ちえみ、1936年6月6日 - 2019年3月25日）は、日本の料理研究家。赤堀料理学園名誉校長。
本名は赤堀 綾子。

## 年表
東京都神田生まれ。
1959年、日本女子大学家政学部卒業。翌1960年に赤堀料理学園理事長であった赤堀有宏と結婚。（有宏は代々料理指導を家業とする赤堀全子の長男で、早稲田大学大学院文学研究科修了後、北海道放送に入り、1960年に退社後、家業の赤堀料理学園理事兼副校長となり、1963年より5代目学園理事長を務めた。）
1965年9月20日に長女・赤堀 博美、1969年5月8日に次女・赤堀 友美、1970年9月15日に長男・赤堀 有一が誕生。
1972年6月6日、千恵美36歳の誕生日に、夫の有宏が死去（享年41歳）。これに伴い、赤堀料理学園の5代目校長に就任する。
1973年4月、「キユーピー3分クッキング」（日本テレビ）レギュラー講師となり、1976年3月まで出演。
1975年4月、「きょうの料理」（NHK教育）講師として出演。
1979年4月、「おはようスタジオ」（東京12チャンネル）にレギュラーとして1981年3月まで出演。
1976年4月に「子供料理教室」を開設、翌1977年4月には「男性のための料理教室」を開設。
1987年7月、米国食肉輸出連合会のアドバイザー就任。同年9月、外務省の派遣講師として、「ジャパンウィーク」で、アメリカ、カナダで日本料理を紹介した。
1991年9月、赤堀料理学園創立110年記念パーティーを開催、学園を新築し、フードコーディネータークラスを新設。
1998年4月、日本フードコーディネーター協会会長、農水省審議委員会委員に就任。
1999年、日本食生活文化賞受賞。
2000年、日本食生活文化財団評議員に就任。
2019年3月25日6時46分、肺炎のため、東京都内の病院で死去。82歳没。

## テレビ出演
- 「キユーピー3分クッキング」（日本テレビ、1973年4月 - 1976年3月）レギュラー講師[8]
- 「きょうの料理」（NHK教育、1975年4月 - ）講師
- 「おはようスタジオ」（東京12チャンネル、1979年4月 - 1981年3月）レギュラー出演
- 「キッチンパトロール」（TBSテレビ）

など

## 著書
- 『おやつクッキング』（学習研究社、ユアコースシリーズ） 1977年
- 『日曜クッキング パート2』（学習研究社、ユアコースシリーズ） 1981年
- 『秘密の保存食 - 大根おろしの冷凍からケーキの保存法まで250種全公開』（主婦と生活社） 1981年
- 『秘密の味付け - びっくりするほどおいしくなる 料理書が教えなかったコツのコツ280品』（主婦と生活社） 1982年
- 『たれ・ソース・ドレッシング』（グラフ社、マイライフシリーズ） 1983年
- 『秘密の料理術 - はじめての人でも手早くつくれるおそうざい・お弁当からヘルシー料理まで』（主婦と生活社） 1988年
- 『みんな大好き おやつ お菓子』（家の光協会） 1990年
- 『楽しい子育てはキッチンで - 才能が伸びる 感情が豊かになる 良い子になる』（光文社） 1997年
- 『献立学』（建帛社、21世紀の調理学） 1997年
- 『たれ・ソース・ドレッシング塾〈改訂版〉』（グラフ社、マイライフシリーズ、お料理塾シリーズ） 1998年
- 『これがわかれば料理は簡単』（ドリームクエスト） 2000年
- 『食べることは生きること』（東京新聞出版局） 2002年

### 共著・監修
- 『赤堀流・おいしい輸入米の食べ方 - 手軽にできる料理メニュー22品』（赤堀博美共著、ブックマン社） 1994年
- 『10倍おいしい! 赤堀流3分アイデア健康料理 - ちょっとした工夫で楽しい食生活』（赤堀博美共著、ブックマン社） 1994年
- 『この病気にこのジュース - 飲んで元気! 野菜、果物』（西祥子共著、法研） 1994年
- 『たべものふしぎ図鑑』（監修、チャイルド本社） 2002年
- 『りょうり』（監修、企画室トリトン文、間瀬なおかた絵、チャイルド本社） 2003年